# Özbaşı
 (juin 2021).
Özbaşı, Posof est un village du district de Posof, dans la province d'Ardahan, en Turquie.